# Roberto Rodríguez Fernández
Roberto Rodríguez Fernández, más conocido como El Vaquerito (7 de julio de 1935 en una finca en la antigua Provincia Central hoy Sancti Spíritus-30 de diciembre de 1958 en Santa Clara, Cuba) fue un guerrillero cubano que participó en la Revolución cubana alcanzando el grado de capitán.

## Biografía
El Vaquerito nació en una finca cerca de la villa de Morón, en la antigua Provincia Central (hoy Sancti Spíritus) en una familia de guajiros. Se incorporó tempranamente a la guerrilla liderada por Fidel Castro, desempeñándose en la «Columna 8 Ciro Redondo», bajo las órdenes del Che Guevara, quien lo designó jefe del «Pelotón Suicida», un grupo de élite destacado por su valor y convicción.
El Vaquerito ―quien recibió ese nombre por unas botas Super, de origen mexicano, que recibió de Celia Sánchez al llegar al campamento guerrillero de Sierra Maestra y por su sombrero de campesino―, se destacaba por sus ocurrencias y humor constante.

## Su muerte
El 30 de diciembre de 1958, un día antes de la huida del dictador Fulgencio Batista y del triunfo de la revolución, Roberto Rodríguez murió en combate en la batalla de Santa Clara.
El hecho sucedió cuando un pelotón de las tropas guerrilleras al mando de Ernesto Che Guevara atacaron la Jefatura de Policía de la ciudad. El grupo se ubicó en el techo de una casa a unos cincuenta metros del blanco y Rodríguez recibió en el tiroteo un balazo en la cabeza que lo hirió de muerte.
Al conocer la noticia el Che Guevara dijo: «¡Me han matado cien hombres!».
La jefatura de policía que atacaba al morir fue transformada en una Escuela Secundaria Básica Urbana (ESBU) que lleva el nombre de «El Vaquerito».